# 목테수마 데 툴텡고 공작
목테수마 데 툴텡고 공작(스페인어: Duque de Moctezuma de Tultengo)은 스페인의 귀족 작위 중의 하나이며, 아즈텍 제국의 황실의 후손인 페드로 테시폰 데 목테수마 이 데 라 쿠에바(스페인어: Pedro Tesifón de Moctezuma y de la Cueva)를 그 시조로 한다.

## 역사
1521년에 스페인의 콩키스타도르인 에르난 코르테스에 의해 아즈텍 제국이 멸망한 후, 아즈텍 제국의 제11대 황제인 쿠아우테목이 1525년에 처형되면서 그의 친척이자 아즈텍 황족의 일원인 벨라스케스 틀라코친이 옛 아즈텍 제국의 영토에 세워진 누에바 에스파냐 식민지의 총독으로 임명되었다. 그 이후인 1627년에 벨라스케스 틀라코친의 후손인 페드로 테시폰 데 목테수마 이 데 라 쿠에바가 스페인의 국왕인 펠리페 4세에 의해 목테수마 백작(스페인어: Condes de Moctezuma)으로 임명되면서 옛 아즈텍 제국의 황실이 스페인의 귀족 계층의 일부가 되었다. 1639년에 초대 목테수마 백작이 사망하자, 그 뒤를 이어받은 디에고 루이스 데 목테수마 이 포레스에 의해 작위의 이름이 목테수마 데 툴텡고 백작(스페인어: Condes de Moctezuma de Tultengo)으로 바뀌었다. 1865년에는 스페인의 여왕인 이사벨라 2세에 의해 제15대 백작인 안토니오 마리아 마르시야 데 테루엘목테수마 이 나바로가 공작으로 승격되면서 현재에 이른다.